# Bruno Ortmann

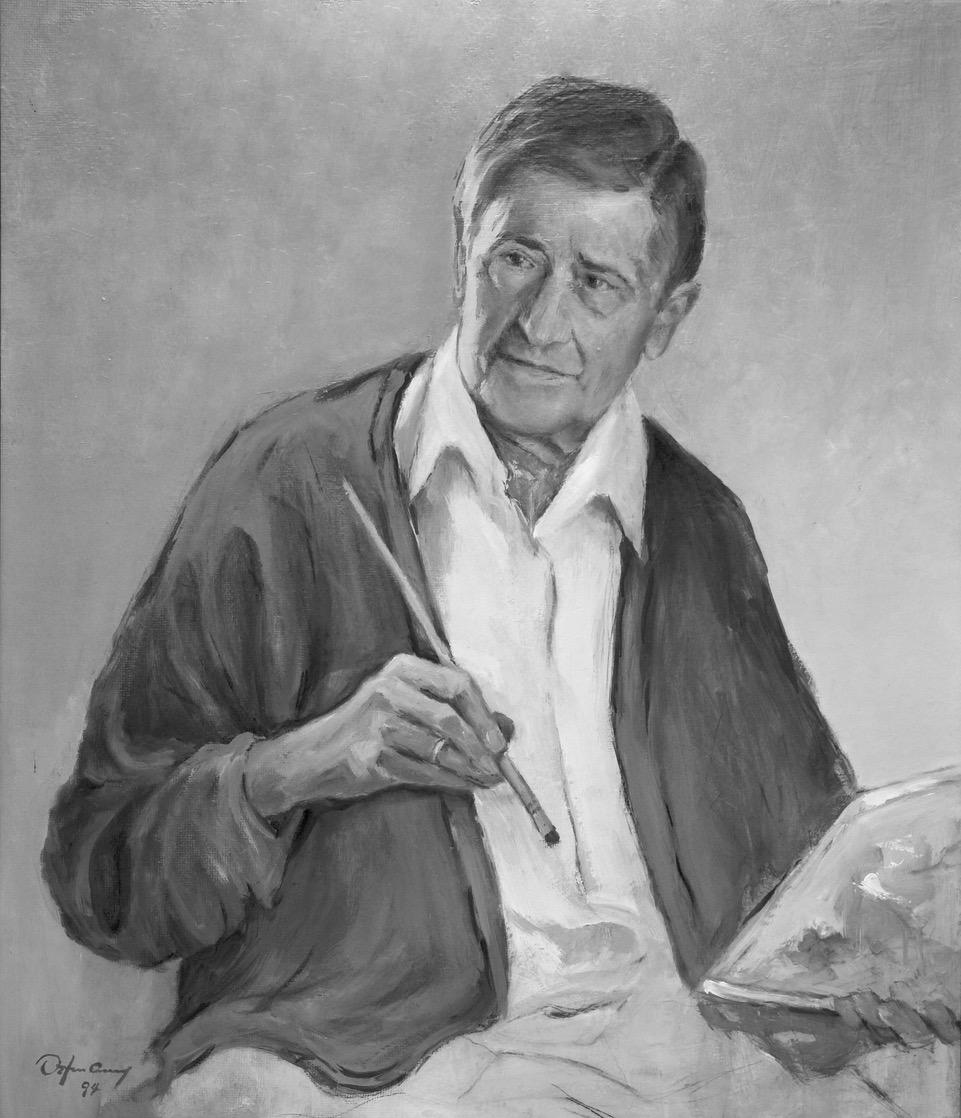
Selbstporträt 1994

Bruno Ortmann (* 3. Juni 1914 in Köln; † 9. Oktober 2004 in Wissel/Kalkar) war ein deutscher Maler und Grafiker.

## Leben
Bruno Ortmann war der Sohn eines Finanzbeamten. Nach der Versetzung seines Vaters übersiedelte die Familie 1923 von Köln nach Kempen an den Niederrhein. Im Alter von 17 Jahren begab sich Ortmann zu Fuß nach Rom und begann dort sein Studium der Malerei und des grafischen Zeichnens. 1933/34 studierte er bei Peter Bertlings (1885–1982), August Nielsen und Fritz Huhnen an der Kunstgewerbeschule Krefeld. Dazu kam noch ein Naturstudium bei Ludwig Zaiser (1882–1973). Als Privatschüler studierte er bei Professor Dieckmann. Studienreisen unternahm er nach Österreich, in die Schweiz und nach Italien.
1939 heiratete er seine Frau Christa. Im Zweiten Weltkrieg diente er bei der Luftwaffe und kam in Kriegsgefangenschaft, konnte jedoch fliehen und kehrte zu Fuß zurück nach Kempen. 1947 wurde sein einziger Sohn Rainer geboren. 1957 zog er nach Rheinbreitbach im Siebengebirge und 1958 nach Kevelaer, wo er bis 1963 als Leiter des grafischen Ateliers der Firma Dom-Samen arbeitete. Nach einer kurzen Zeit in Kleve war er in Kempen als Leiter des grafischen Ateliers der Firma teNeues tätig. Von 1980 bis 1983 lebte er in Rheinbreitbach. Während all dieser Jahre arbeitete er als Grafiker für verschiedene Firmen. Nach dem Tod seiner Frau im Jahr 1990 verbrachte er seinen  Lebensabend gemeinsam mit Paula Ingensiep in Wissel.
Ortmann entwarf 1967 die Amtskette des Bürgermeisters und das Logo des Werbering Kempen. Er war außerdem Mitbegründer des Kempener Schmalfilmclubs sowie Autor des Schwarz-Weiß-Films Ein Wintertag in Kempen. Seine Schwester Käthe Ricken war ebenfalls Kunstmalerin.

## Künstlerisches Schaffen
Bruno Ortmann hinterließ eine Vielzahl von Öl- und Aquarellgemälden mit Motiven vom Siebengebirge bis zum Niederrhein bei Wissel/Kalkar. Zentrales Motiv war aber der Niederrhein bei Kempen, sein Lebensmittelpunkt. Aus den Vorkriegsjahren gibt es typisch Kempener Motive, die das Leben der damaligen Zeit festhalten, wie Hausputz in der Schulstraße oder das Kempener Original Straeten-Männeken. Mit Werken wie Kappesernte bei Kempen oder dem Motiv der Fischer bei Grieth/Kalkar hat er zeitgenössisches Handwerk festgehalten. Die Kreuzkapelle in Kempen ist aufgrund der Umbauung mittlerweile nicht mehr so idyllisch wie in dem von Bruno Ortmann geschaffenen Werk, was somit einen besonderen historischen Erinnerungswert für die Kempener Bürger hat.

## Nachruf
Das Kreisarchiv Viersen schreibt in seinem Heimatbuch für das Jahr 2006: 
„Wer Bruno Ortmann persönlich kannte, schätzte nicht nur seine meisterhafte künstlerische Qualität, sondern auch den humorvollen Menschen. Bis ins hohe Alter liebte es der am 3. Juni 1914 in Köln geborene Künstler, zu flachsen und augenzwinkernd die Wechselfälle des Lebens zu kommentieren. Bruno Ortmann, der meisterhafter Maler typisch niederrheinischer Motive blieb auch im Erfolg bescheiden, machte zeitlebens wenig Aufhebens um seine Person, ein fleißiger und aktiver Mensch, der stets das Gute in seinen Mitmenschen sah, was ihm nicht immer honoriert wurde. Er betrachtet sich nach seinen eigenen Worten als 'Bewahrer zeitlos geistiger Wertvorstellungen'. Radikale Positionen in der Kunst vertrat er nicht, Abstraktion auf lineares Gerüst, so Ortmann, seien nicht seine Sache. Dafür aber war er der leidenschaftliche Interpret der Poesie niederrheinischer Landschaft und ihrer Stimmungen. Er liebte es, vor Ort Eindrücke zu sammeln und dank eines hervorragenden fotografischen Gedächtnisses zu Hause im Atelier nachzubearbeiten, er malte nicht vor der Natur, ihm reichten flüchtige Skizzen als Erinnerungs- und Ausgangswerte. Im Atelier erst wurde die eigenständige, unbefangene und zugleich kritische Verarbeitung der Anregungen vorgenommen. Ortmann begeisterten stets karge Landschaft, die perlmuttfarbenen Stimmungen, wenn Nebel und Dunst am Niederrhein aufsteigen. Dabei war ihm immer die atmosphärische Schilderung wichtiger als eine fotografische Genauigkeit, er fühlte sich mehr und mehr der Natur verbunden, vor alle, weil er die Gefahr zunehmender Zerstörung der Umwelt sah.“

## Ausstellungen
- 1989 Dorenburg (Grefrath), Niederrheinisches Freilichtmuseum: Bruno Ortmann
- 1997 Städt. Kramer-Museum, Kempen: Variationen einer Landschaft – Mein Niederrhein[2][3]
- 2006 Städt. Museum Koenraad Bosman, Rees: Rees, seine Zeichner, Maler und Bildhauer